# Fritz Behrend (Geologe)
Fritz Carl Joachim Behrend (* 24. Juni 1885 in Berlin; † 25. November 1949) war ein deutscher Geologe und Hochschullehrer. Er war Privatdozent an der Humboldt-Universität zu Berlin.

## Leben
Er wurde am 24. Juni 1885 als Sohn des Oberstadtsekretärs Carl Behrend und dessen Ehefrau Bertha Muchow in Berlin geboren. Dort besuchte Fritz Behrend auch bis zur Reifeprüfung das Sophien-Gymnasium. Bereits in dieser Zeit interessierte er sich für Geologie und die Geheimnisse der Erdgeschichte. Er nahm ein Geologiestudium an der Universität Berlin auf und wechselte danach an die dortige Bergakademie. Von Januar 1909 bis Juni 1913 unternahm er eine mehrjährige Studienreise nach Ostafrika und Belgisch-Kongo. Nach seiner Rückkehr wurde er Assessor an der Bergakademie in Berlin. Nach Ausbruch des Ersten Weltkrieges wurde er zum Heeresdienst einberufen.
Nach Kriegsende wurde er Bezirksgeologe an der Preußischen Geologischen Landesanstalt. Nach erfolgter Promotion habilitierte er sich im Jahre 1924 im Bereich allgemeine Geologie. Nachdem er von 1928 bis 1929 in Südafrika weilte, war er als Privatdozent an der Berliner Universität tätig. Die Übernahme des Lehrstuhls für Geologie an der Freien Universität Berlin kam durch seinen Tod nicht mehr zustande.

## Schriften (Auswahl)
- Zur Geologie und Oberflächengestaltung von Nordost-Katanga (Belgisch-Kongo) (= Beiträge zur geologischen Erforschung der deutschen Schutzgebiete, H. 9). Berlin 1914.
- Die Stratigraphie des östlichen Zentralafrika unter Berücksichtigung der Beziehungen zu Südafrika (= Beiträge zur geologischen Erforschung der deutschen Schutzgebiete, H. 15). Berlin 1918.
- Die Kupfer- und Schwefelerze von Osteuropa. Teubner, Leipzig, Berlin 1921.
- (mit Georg Ernst Wilhelm Berg): Chemische Geologie. F. Enke, Stuttgart 1927.
- Uranerz führende Pegmatitgänge in Südafrika und ihre Geochemie. Berlin, 1933.
- (mit Werner Paeckelmann): Der geologische Bau und die Lagerstätten des Ramsbecker Erzbezirkes. In: Archiv für Lagerstättenforschung 64, Berlin 1937.

## Familie
Fritz Behrend war verheiratet mit Hedwig geborene Lange. Aus der gemeinsamen Ehe ging der Sohn Karl Behrend (* 1922) hervor.